# تيري ويتفيلد
تيري ويتفيلد (بالإنجليزية: Terry Whitfield)‏ هو لاعب كرة قاعدة أمريكي، ولد في 12 يناير 1953 في كاليفورنيا في الولايات المتحدة.

## وصلات خارجية
- تيري ويتفيلد على موقع دوري كرة القاعدة الرئيسي (الإنجليزية)
- تيري ويتفيلد على موقع الدوري الياباني لكرة القاعدة (الإنجليزية)
- تيري ويتفيلد على موقعبيزبول رفرنس.كوم (الدوري الرئيسي) (الإنجليزية)
- تيري ويتفيلد على موقعبيزبول رفرنس.كوم (الدوري الثانوي) (الإنجليزية)
- تيري ويتفيلد على موقع إي إس بي إن.كوم (أم.أل.بي) (الإنجليزية)
- تيري ويتفيلد على موقع مشجعي الرسوم البيانية (الإنجليزية)